# Root-Effekt
Der Root-Effekt ist einer der Faktoren, die die O2-Bindung des Blutes beeinflussen. Er wird als Spezialfall des Bohr-Effektes angesehen. Der Effekt tritt bei Fischen, Crustaceen und Cephalopoden auf. Das Humanhämoglobin weist keinen Root-Effekt auf. Benannt ist er nach dem ersten Beschreiber, R. W. Root (1931).
Der Effekt hat die Reduktion der O2-Aufnahme-Kapazität zur Folge. Dies wird durch eine Herabsetzung des pH-Wertes bzw. durch einen erhöhten CO2-Gehalt des Blutes bewirkt. In der Bindungskurve ist ein down-shift zu verzeichnen.
Die Protonen bewirken neben der Verminderung der Sauerstoffaffinität des Hämoglobins auch eine Reduzierung der O2-Kapazität des Hämoglobins.
Die Notwendigkeit des Root-Effekts liegt in der Schaffung bzw. Aufrechterhaltung eines hohen Sauerstoffpartialdrucks. Dies ist besonders in Geweben wichtig, deren Funktion an eine hohe Sauerstoffversorgung gebunden ist (Beispielsweise die Retina von Fischen). Eine vollständige Sättigung des Hämoglobins mit Sauerstoff kann somit niemals erreicht werden, da selbst bei hohem Partialdruck des Sauerstoffs nur einige der Ansatzstellen oxygeniert sind. Mit anderen Worten führt also die Ansäuerung des Blutes dazu, dass die Bindung von Sauerstoff an Hämoglobin gelöst wird. Dies hat eine Erhöhung der Konzentration von physikalisch gelöstem O2 zur Folge und somit auch eine Erhöhung des Sauerstoffpartialdrucks. Dadurch wird letztendlich eine Diffusion aus dem Blut in das umgebende Gewebe begünstigt.